# 丙型流感病毒
丙型流感病毒（英文：Influenza C virus）是一种流感病毒，也是正黏液病毒科丙型流感病毒屬（Gammainfluenzavirus）中的一种，可引起流行性感冒。 丙型流感病毒可感染人类和猪。
丙型病毒拥有7个单链RNA片段，而甲型和乙型病毒则拥有8个单链RNA片段。丙型流感病毒上只有一类凸起糖蛋白（HEF蛋白），负责与受体结合。无进一步亚型/支系分类。
相比起甲型流感病毒和乙型流感病毒，丙型流感病毒较不常见、流感症状较为轻微，对公共卫生影响较小，但是亦可以造成地方性流行。 血清学研究显示，丙型流感病毒在世界范围内都有分布，但大部分人在年纪较轻时就已经对此病毒产生了抗体，故再次感染和重症的风险较小。 截止目前，还未有人体的针对性疫苗。